# Las Hijas del Rey

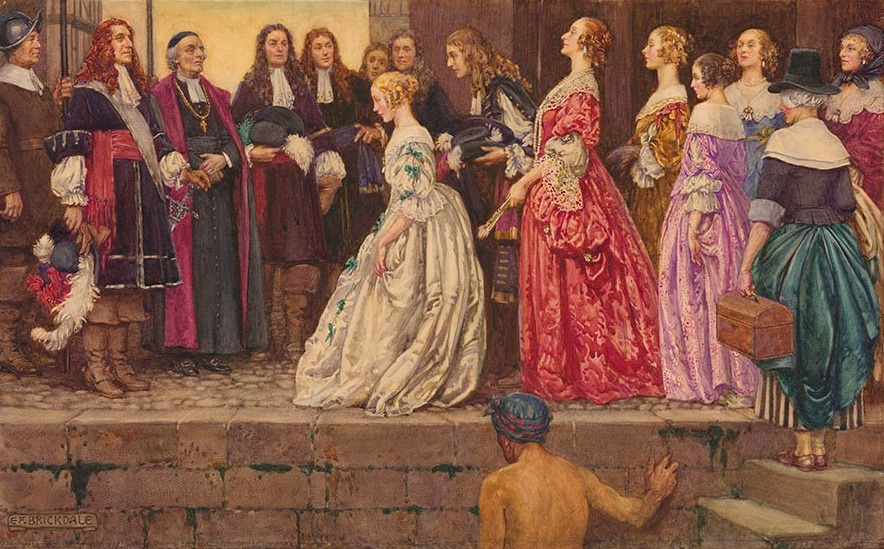
Llegada de las «Hijas del Rey» a la ciudad de Quebec, pintura de Eleanor Fortescue-Brickdale.

En el siglo XVII, en Francia, «Las Hijas del Rey» (les Filles du Roi o les Filles du Roy, conforme a la ortografía de la época) eran mujeres solteras, de 15 a 30 años, que querían emigrar a la colonia francesa conocida como Nueva Francia para casarse allí. 
El rey de Francia actuaba como tutor, pagando los gastos del viaje y una dote de 50 libras si contraían matrimonio. 
La mayoría de ellas eran huérfanas y de origen modesto.
El primer grupo de mujeres emigrantes llegó en 1663. 
Diez años después de su llegada, la población de la colonia se había duplicado.
El nombre de «Hijas del Rey» fue aplicado exclusivamente a las que emigraron desde 1663 hasta 1673.
Se estima que, en total, fueron entre 700 y 1000 mujeres que emigraron bajo este sistema.